# Jutta Stender-Vorwachs
Jutta Stender-Vorwachs  (* 18. Juni 1954 in Bielefeld; † 14. März 2021 in Isernhagen) war eine deutsche Rechtswissenschaftlerin.

## Leben
Nach dem Besuch (1960–1964) der Wellensiekschule (Volksschule) in Bielefeld und des Bavink-Gymnasiums (1964–1972) studierte sie von 1972 bis 1977 Rechtswissenschaften an der Fakultät für Rechtswissenschaft der Universität Bielefeld (1977 erstes juristisches Staatsexamen vor dem Justizprüfungsamt bei dem Oberlandesgericht Hamm). Nach dem juristischen Vorbereitungsdienst (1978–1981) im Oberlandesgerichtsbezirk Hamm legte sie 1981 das zweite juristische Staatsexamen vor dem Landesjustizprüfungsamt in Nordrhein-Westfalen ab. Nach der Verleihung des Grades eines Doktors der Rechte 1987 durch die Juristische Fakultät der Universität Regensburg (Erstgutachter: Udo Steiner; Zweitgutachter: Rainer Arnold) und der Habilitation 2003 bei Hans-Ernst Folz und Volker Epping (venia legendi für „Öffentliches Recht einschließlich Medien- und Europarecht“) wurde sie 2008 außerplanmäßige Professorin in Hannover.

## Schriften (Auswahl)
- „Staatsferne“ und „Gruppenferne“ in einem aussenpluralistisch organisierten privaten Rundfunksystem. Berlin 1988, ISBN 3-428-06401-1.
- Staatliche Verantwortung für gemeinverträglichen Verkehr auf Straße und Schiene nach deutschem und europäischem Recht. Baden-Baden 2005, ISBN 3-8329-1195-2.
- Hg.: Aspekte der Medienregulierung. Berlin 2010, ISBN 978-3-643-10742-8.
- mit Bernd H. Oppermann (Hg.): Autonomes Fahren. Rechtsfolgen, Rechtsprobleme, technische Grundlagen. München 2020, ISBN 3-406-73285-2.